# Xã Bigger, Quận Jennings, Indiana
Xã Bigger (tiếng Anh: Bigger Township) là một xã thuộc quận Jennings, tiểu bang Indiana, Hoa Kỳ. Năm 2010, dân số của xã này là 726 người.